# قائمة قادة حماس
رئيس المكتب السياسي لحركة حماس، المعروف أيضًا باسم رئيس مجلس شورى حماس من عام 1987 حتى عام 2004، هو الزعيم العام والفعلي لحركة حماس، وهي منظمة سياسية وعسكرية إسلامية سنية فلسطينية تحكم معظم قطاع غزة منذ عام 2007. المنصب شاغر حالياً، عقب مقتل يحيى السنوار على يد قوات الاحتلال الإسرائيلية في 16 أكتوبر 2024 في رفح، قطاع غزة، فلسطين. ويقود المجلس، الذي اختاره السنوار بنفسه في حالة وفاته، حركة حماس حتى الانتخابات المقبلة المقرر إجراؤها في مارس/آذار 2025. يتألف المجلس من خالد مشعل، وخليل الحية، وزاهر جبارين، ومحمد إسماعيل درويش، وعضو كبير لم يتم ذكر اسمه في حماس.
ومن المتوقع أن يشرف رئيس المكتب السياسي لحركة حماس على المنظمة ومكوناتها المختلفة، في حين تتم إدارة العمليات العسكرية بشكل منفصل من قبل القادة العسكريين. يقيم في الدوحة، قطر، ويشغل منصب رئيس المكتب السياسي لحماس خلال الانتخابات الفلسطينية ويصبح الزعيم المركزي في المقاومة ضد الاحتلال الإسرائيلي. بالإضافة إلى ذلك، فهو يلعب دورا حاسما في العلاقات الخارجية، ويقود المفاوضات مع المسؤولين الإسرائيليين بشأن عملية السلام، وتعزيز المصالحة مع فتح، وتعزيز العلاقات مع دول الشرق الأوسط الأخرى.

## التاريخ
أحمد ياسين، مؤسس حركة حماس، كان أول رئيس لمجلس شورى حماس والزعيم الفعلي لها من ديسمبر 1987 حتى مارس 2004. وبعد اغتياله تولى نائبه عبد العزيز الرنتيسي السلطة لمدة 26 يوماً فقط قبل أن تغتاله إسرائيل.
تولى رئيس المكتب السياسي لحركة حماس خالد مشعل قيادة حماس، وأعلن زعيماً عاماً بحكم الأمر الواقع لحماس اعتباراً من إبريل/نيسان 2004. ورغم أنه كان يشغل هذا المنصب منذ عام 1996، إلا أنه لم يكن الزعيم العام لحماس: إذ كان رئيس مجلس شورى حماس في ذلك الوقت يعتبر الزعيم الفعلي. انتخبت حماس موسى أبو مرزوق، الرئيس السابق للمكتب السياسي، نائباً لرئيس المكتب السياسي لحركة حماس في يناير/كانون الثاني 1997.
في مايو 2017، انتخب مجلس شورى حماس إسماعيل هنية، نائب رئيس المكتب السياسي لحركة حماس، رئيساً للمكتب السياسي لحركة حماس. وانتخبت حماس أيضا صالح العاروري نائبا لرئيس المكتب السياسي للحركة. إلا أن العاروري اغتيل بغارة إسرائيلية في يناير/كانون الثاني 2024. وبعد ستة أشهر اغتيل هنية في إيران أثناء حضوره حفل تنصيب الرئيس الإيراني مسعود بزشكيان.
في 31 يوليو 2024، اختير خالد مشعل رئيسًا مؤقتًا للمكتب السياسي لحركة حماس حتى انتخاب الزعيم الجديد. وكان من المتوقع أن يتولى مشعل، رئيس المكتب السياسي لحركة حماس آنذاك، قيادة حماس مرة أخرى.
في 5 أغسطس 2024، كان من المتوقع أن يصبح محمد إسماعيل درويش الرئيس القادم للمكتب السياسي لحركة حماس. قبل ذلك، تولى منصب رئيس مجلس شورى حماس اعتبارًا من أكتوبر 2023، خلفًا لأسامة المزيني، بعد اغتياله في 16 أكتوبر 2023 بغارة إسرائيلية.
ومع ذلك، في 6 أغسطس/آب 2024، تم تعيين يحيى السنوار رسميًا رئيسًا جديدًا للمكتب السياسي لحركة حماس والزعيم الفعلي لحركة حماس، بعد ستة أيام من اغتيال سلفه إسماعيل هنية. وجاء هذا الإعلان بعد أن صوت مجلس الشورى، وهو الهيئة التي تنتخب المكتب السياسي لحماس، بالإجماع على اختيار السنوار زعيماً جديداً، فيما وصفه مسؤول في حماس بأنه "رسالة تحد لإسرائيل". وتم في اليوم نفسه انتخاب خليل الحية نائباً لرئيس المكتب السياسي لحركة حماس. وكان الحية يشغل في السابق منصب نائب رئيس حركة حماس في قطاع غزة.

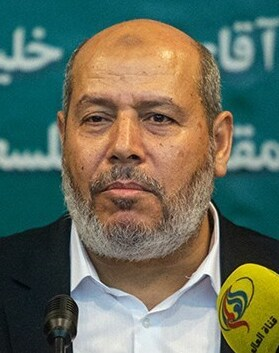
خليل الحية، نائب رئيس المكتب السياسي السابق لحركة حماس والذي شغل المنصب من 6 أغسطس 2024 حتى 16 أكتوبر 2024، عندما قتل يحيى السنوار على يد جيش الاحتلال الإسرائيلي. ويشغل أيضًا منصب نائب رئيس حركة حماس في قطاع غزة منذ عام 2017.

في 16 أكتوبر/تشرين الأول 2024، قُتل السنوار بعد أن قاد حماس لمدة شهرين ونصف فقط.
وفي أعقاب ذلك، عاد خالد مشعل إلى أداء مهامه زعيماً فعلياً لحماس، للمرة الثانية، حتى انتخاب الزعيم الجديد.
أوصى السنوار، في حال وفاته، بأن تُعيّن حماس مجلسًا قياديًا لإدارة المرحلة الانتقالية بعد وفاته. وتضمّ هذه المجالس التي أوصى السنوار بتشكيلها:
- خالد مشعل، الرئيس الثاني للمكتب السياسي لحركة حماس (1996–2017)
- خليل الحية، نائب رئيس المكتب السياسي لحركة حماس (2024) والمكتب السياسي لحركة حماس في قطاع غزة (2017 حتى الآن)
- زاهر جبارين، الرئيس الحالي للمكتب السياسي لحركة حماس في الضفة الغربية (2024 حتى الآن)
- محمد إسماعيل درويش، الرئيس الحالي لمجلس شورى حماس (2023 حتى الآن)
- غير معروف، ومعروف أنه السكرتير الحالي للمكتب السياسي لحركة حماس[يا][يب]

وأشار المسؤول في حماس إلى أن خليل الحية تولى مسؤولية معظم الشؤون السياسية والخارجية بالإضافة إلى إشرافه المباشر على الشؤون المتعلقة بغزة وهو في الواقع الزعيم الفعلي لحماس.
كان هناك العديد من الخلفاء المحتملين لزعيم حماس المستقبلي، بما في ذلك خالد مشعل، الرئيس الثاني للمكتب السياسي لحماس من عام 1996 حتى عام 2017، ومحمد السنوار، شقيق يحيى السنوار وأحد قادة كتائب عز الدين القسام، وزاهر جبارين، زعيم حماس الحالي في الضفة الغربية، وخليل الحية، نائب رئيس المكتب السياسي الحالي لحماس منذ عام 2024 ونائب يحيى السنوار لفترة طويلة في قطاع غزة.

## هيكل التنظيم والاختيار
وقد ورثت حماس تنظيماً ثلاثياً للخدمات الاجتماعية والتعليم الديني والعمليات العسكرية يشرف عليه مجلس الشورى. لقد كان له أربعة أدوار مختلفة:
- جهاز الأمن؛
- فرقة عسكرية للحصول على الأسلحة وإجراء العمليات (المجاهدون الفلسطينيون)؛
- قسم الرعاية الاجتماعية الخيرية (الدعوة)؛
- الفرع إعلامي

إن حركة حماس يقودها داخلياً في الضفة الغربية وقطاع غزة، وخارجياً مجموعتان: منظمة الكويت (الكويتيون)، بزعامة خالد مشعل، ومجموعة غزة بزعامة موسى أبو مرزوق الذي تم نفيه أولاً إلى دمشق ثم إلى مصر. وبعد قرار زعيمها خالد مشعل المطالبة بانسحاب العراق من الكويت وتحدي قرار ياسر عرفات بدعم صدام حسين في الغزو، بدأت المجموعة الكويتية من المنفيين الفلسطينيين في تلقي أموال ضخمة من دول الخليج. تم اختيار إسماعيل هنية من قبل مجلس شورى حماس في مايو 2017 لخلافة مشعل في زعامة حماس.
وتتم إخفاء العمليات التشغيلية للمنظمة من خلال حجاب من السرية، مما يجعل هيكلها الفعلي غير واضح. ورغم التشكيك في ذلك، تزعم حماس رسمياً أن الأجنحة منفصلة ومستقلة. وقد قيل إن أجنحتها متميزة ومتحدة لأغراض سياسية، سواء كانت خارجية أو داخلية. وتشكل الشبكة الواسعة من المخبرين وعمق المراقبة الاستخباراتية الإسرائيلية تحديات أمام التواصل بين الجناحين العسكري والسياسي لحركة حماس. ومُنح القادة الميدانيون سلطات تقديرية أكبر بشأن العمليات، كما ضعف التوجيه السياسي للجناح المسلح في أعقاب اغتيال عبد العزيز الرنتيسي.
مجلس شورى حماس (بالعربية : مجلس الشورى) هو الهيئة الاستشارية الرئيسية لحماس، ويضم ما يقرب من 60 عضوًا، معظمهم في غزة، وهو الهيئة الرئيسية التي تحكم حماس. وقد تم تصميم هذا النظام على غرار فكرة الشورى في القرآن الكريم، أو المجلس الشعبي، والتي يزعم مسؤولو حماس أنها تسمح بالديمقراطية في إطار إسلامي. وقد حل المجلس الاستشاري العام، الذي يتم اختيار أعضائه من بين مجموعات المجالس المحلية، محل مجلس الشورى مع تزايد تعقيد المنظمة وتصاعد الضغوط الإسرائيلية. يتم اختيار الأعضاء الخمسة عشر للمكتب السياسي لحركة حماس الذي يقرر الأمور الخاصة بحماس من قبل المجلس. ويتم اختيار الممثلين من السجناء الإسرائيليين والضفة الغربية وغزة والقادة المقيمين في الخارج. حتى شهر كانون الثاني/يناير 2012 كان المكتب السياسي موجوداً في دمشق. ومع ذلك، بسبب دعم حماس للمتمردين السوريين ضد بشار الأسد خلال الحرب الأهلية، كان لزاماً على المكتب أن ينتقل إلى قطر.

## الصلاحيات والواجبات
وكان من المتوقع أن يكون رئيس المكتب السياسي لحركة حماس هو الحاكم لحركة حماس وجميع مكوناتها. ومع ذلك، هناك بعض الاستثناءات في عملياتها العسكرية، حيث أن لديها قيادة خاصة بها من القادة العسكريين.
ويصبح الرئيس هو الزعيم ويقود الحزب في جميع الانتخابات الفلسطينية (الانتخابات الرئاسية والانتخابات التشريعية). وسوف يصبح الشخصية المركزية لمقاومة حماس ضد الأراضي التي تحتلها إسرائيل في جميع أنحاء العالم، على النقيض من حزبها السياسي المعارض، حركة فتح، وهو حزب معتدل إلى حد ما.
كما قاد الرئيس المفاوضات بشأن العلاقات الخارجية لحماس مثل المفاوضات مع المسؤولين الحكوميين الإسرائيليين بشأن عملية السلام، وعملية المصالحة مع فتح وتعزيز العلاقات مع دول أخرى في الشرق الأوسط.

## المسكن
تتغير مساكن الزعيم مع مرور الوقت. في البداية كان يقيم في قطاع غزة، فلسطين. ولأسباب أمنية بعد اغتيال رئيسهم الثاني، تم تغيير مقر إقامتهم إلى عمان، الأردن من عام 1992 حتى عام 1997. وبعد ذلك انتقلوا إلى دمشق، سوريا بسبب الصراع مع الملك حسين ملك الأردن. أقام هناك من عام 1997 حتى عام 2012. بعد أن أغلقت الحكومة السورية مقرها الرئيسي وسط دعمها للمعارضة السورية في الحرب الأهلية السورية، انتقل رئيس مجلس الإدارة إلى الدوحة، قطر من عام 2012 حتى عام 2024.
وكان الرئيس السابق يحيى السنوار يقود حماس من قطاع غزة في فلسطين، حيث كان يقود أيضًا حكومة حماس في قطاع غزة. وكان السنوار أول رئيس للمكتب السياسي لحماس يقيم في قطاع غزة، وذلك أثناء استمرار الحرب على غزة. وكان رئيس المكتب السياسي لحركة حماس يقيم عادة خارج قطاع غزة لأسباب أمنية.
وأغلقت حماس مكتبها في دمشق في عام 2012 بعد دعمها للثورة ضد الرئيس السوري بشار الأسد. ومنذ ذلك الحين، ندد الأسد مراراً وتكراراً بحماس متهماً إياها بالخيانة والنفاق. وأعلنت حماس في أغسطس/آب 2023 أنها تنوي إعادة فتح مكتبها في سوريا.

## مصير صاحب المنصب
تم اغتيال معظم القادة الذين قادوا حماس أثناء وجودهم في مناصبهم. تم اغتيال المؤسس أحمد ياسين في مارس/آذار 2004، في حين تم اغتيال خليفته عبد العزيز الرنتيسي بعد 26 يوماً. تم اغتيال إسماعيل هنية، الزعيم الرابع الفعلي لحركة حماس، في يوليو 2024 بعد وقت قصير من حضوره حفل تنصيب الرئيس الإيراني مسعود بزشكيان. تم اغتيال يحيى السنوار، الزعيم الفعلي الأخير لحركة حماس، على يد قوات الاحتلال الإسرائيلية، إلى جانب محمود حمدان، قائد كتيبة تل السلطان، وهاني زعرب، في 16 أكتوبر/تشرين الأول 2024. ولم يتم اغتيال أو قتل إلا خالد مشعل حتى اليوم.

## قائمة القادة
هذه قائمة بأسماء قادة حركة حماس منذ تأسيسها في ديسمبر/كانون الأول 1987.
| #                                                       | الصورة                                                  | الاسم (الولادة–الوفاة)                                  | مدة الولاية                                             | مدة الولاية                                             | مدة الولاية                                             | النائب (مدة توليه المنصب)                               | م.                                                      |
| #                                                       | الصورة                                                  | الاسم (الولادة–الوفاة)                                  | تولى منصبه                                              | غادر المنصب                                             | الوقت في المنصب                                         | النائب (مدة توليه المنصب)                               | م.                                                      |
| رئيس مجلس شورى حماس رئيس مجلس شورى لحركة حماس (العربية) | رئيس مجلس شورى حماس رئيس مجلس شورى لحركة حماس (العربية) | رئيس مجلس شورى حماس رئيس مجلس شورى لحركة حماس (العربية) | رئيس مجلس شورى حماس رئيس مجلس شورى لحركة حماس (العربية) | رئيس مجلس شورى حماس رئيس مجلس شورى لحركة حماس (العربية) | رئيس مجلس شورى حماس رئيس مجلس شورى لحركة حماس (العربية) | رئيس مجلس شورى حماس رئيس مجلس شورى لحركة حماس (العربية) | رئيس مجلس شورى حماس رئيس مجلس شورى لحركة حماس (العربية) |
| ------------------------------------------------------- | ------------------------------------------------------- | ------------------------------------------------------- | ------------------------------------------------------- | ------------------------------------------------------- | ------------------------------------------------------- | ------------------------------------------------------- | ------------------------------------------------------- |
| 1                                                       |                                                         | أحمد ياسين (1936–2004)                                  | 10 ديسمبر 1987                                          | 22 مارس 2004 X                                          | 16 سنوات و103 أيام                                      | عبد العزيز الرنتيسي (10 ديسمبر 1987 – 22 مارس 2004)     |                                                         |
| 2                                                       |                                                         | عبد العزيز الرنتيسي (1947–2004)                         | 22 مارس 2004                                            | 17 أبريل 2004 X                                         | 26 أيام                                                 | شاغر (22 مارس 2004 – 17 أبريل 2004)                     |                                                         |
| رئيس المكتب السياسي لحركة حماس                          |                                                         |                                                         |                                                         |                                                         |                                                         |                                                         |                                                         |
| 3                                                       |                                                         | خالد مشعل (born 1956)                                   | 17 أبريل 2004                                           | 6 مايو 2017                                             | 13 سنوات و19 أيام                                       | موسى أبو مرزوق (17 أبريل 2004 – 4 أبريل 2013)           | [ 35 ]                                                  |
| 3                                                       | إسماعيل هنية (4 أبريل 2013 – 6 مايو 2017)               | خالد مشعل (born 1956)                                   | 17 أبريل 2004                                           | 6 مايو 2017                                             | 13 سنوات و19 أيام                                       |                                                         | [ 35 ]                                                  |
| 4                                                       |                                                         | إسماعيل هنية (ق. 1962–2024)                             | 6 مايو 2017                                             | 31 يوليو 2024 X                                         | 7 سنوات و86 أيام                                        | صالح العاروري (9 أكتوبر 2017 – 2 يناير 2024) X          |                                                         |
| 4                                                       | شاغر (2 يناير 2024 – 6 أغسطس 2024)                      | إسماعيل هنية (ق. 1962–2024)                             | 6 مايو 2017                                             | 31 يوليو 2024 X                                         | 7 سنوات و86 أيام                                        |                                                         |                                                         |
| –                                                       |                                                         | خالد مشعل (born 1956) تمثيل                             | 31 يوليو 2024                                           | 6 أغسطس 2024                                            | 6 أيام                                                  | [ 38 ] [ 39 ]                                           |                                                         |
| 5                                                       |                                                         | يحيى السنوار (1962–2024)                                | 6 أغسطس 2024                                            | 16 أكتوبر 2024 ⚔                                        | 71 أيام                                                 | خليل الحية (6 أغسطس 2024 – 16 أكتوبر 2024)              |                                                         |
| –                                                       |                                                         | اللجنة المؤقتة قيادة اللجنة المؤقتة تمثيل               | 16 أكتوبر 2024                                          | شاغل المنصب                                             | 279 أيام                                                | شاغر (16 أكتوبر 2024 – الآن)                            | [ 3 ] [ 4 ]                                             |

### الجدول الزمني
هذا هو التسلسل الزمني لقيادة حماس منذ تأسيسها في ديسمبر 1987.
هذا هو التسلسل الزمني لقيادة نواب حركة حماس منذ تأسيسها في ديسمبر 1987.

## قائمة رؤساء مجلس الشورى والمكتب السياسي لحركة حماس

### قائمة رؤساء مجلس الشورى
وهذه هي القائمة غير الكاملة لرؤساء مجلس شورى حماس منذ عام 1987. 
| #  | رئيس مجلس شورى حماس | تولى منصبه     | غادر المنصب    |
| -- | ------------------- | -------------- | -------------- |
| 1. | أحمد ياسين          | 10 ديسمبر 1987 | 22 مارس 2004   |
| 2. | عبد العزيز الرنتيسي | 22 مارس 2004   | 17 أبريل 2004  |
| 3. | ؟؟؟                 | 17 أبريل 2004  | ؟؟؟            |
| 4. | أسامة المزيني       | ؟؟؟            | 16 أكتوبر 2023 |
| 5. | أبو عمر حسن         | 17 أكتوبر 2023 | شاغل المنصب    |

### قائمة رؤساء المكتب السياسي
هذه هي القائمة غير الكاملة لرؤساء المكتب السياسي لحركة حماس منذ عام 1992.
| #  | رئيس المكتب السياسي لحركة حماس | تولى منصبه   | غادر المنصب    |
| -- | ------------------------------ | ------------ | -------------- |
| 1. | موسى أبو مرزوق                 | 1992         | 1996           |
| 2. | خالد مشعل                      | 1996         | 6 مايو 2017    |
| 3. | إسماعيل هنية                   | 6 مايو 2017  | 31 يوليو 2024  |
| 4. | يحيى السنوار                   | 6 أغسطس 2024 | 16 أكتوبر 2024 |
| 5. | ؟؟؟                            | ؟؟؟          | شاغل المنصب    |

## قائمة أعضاء المكتب السياسي الحاليين لحركة حماس
يتألف المكتب السياسي من 15 عضوًا، ينتخبهم مجلس شورى حماس كل أربع سنوات. وحتى وفاته في 16 أكتوبر/تشرين الأول 2024، كان يرأسه يحيى السنوار، الذي خلف إسماعيل هنية في أغسطس/آب 2024 بعد اغتياله. بالإضافة إلى المكتب السياسي الرئيسي، لحماس مكتب سياسي إقليمي يُنتخب من قبل أربعة مجالس شورى إقليمية، تُمثل الضفة الغربية وغزة والشتات/فلسطينيي الخارج والأسرى الإسرائيليين.[بحاجة لمصدر]

### قائمة الأعضاء الحاليين للمكتب السياسي الرئيسي
هذه هي القائمة الحالية للمكتب السياسي الرئيسي لحركة حماس. جميع هؤلاء الأعضاء انتُخبوا منذ مايو/أيار 2017.
- إسماعيل هنية X (الرئيس)
- يحيى السنوار ⚔ (الرئيس)[يط]
- صالح العاروري X (نائب الرئيس)
- خليل الحية (نائب الرئيس)[ك]
- نزار عوض الله
- حسام عاطف بدران
- صلاح البردويل X
- فتحي حماد
- زاهر جبارين
- موسى أبو مرزوق
- خالد مشعل
- هارون أبو محمد
- محمد نزال
- أبو خليل القدس
- عزت الرشق
- أبو العبد صلاح
- ماهر جواد صلاح
- سامح السراج X

### قائمة أعضاء المكتب السياسي الحاليين في قطاع غزة
هذه هي القائمة الحالية للمكتب السياسي لحركة حماس في قطاع غزة. جميع هؤلاء الأعضاء انتُخبوا منذ مارس/آذار 2021.
- يحيى السنوار ⚔ (الرئيس)
- محمد السنوار ⚔ (الرئيس)[كا]
- خليل الحية (نائب الرئيس)
- محمود الزهار
- روحي مشتهى X
- سامح السراج X
- مروان عيسى X
- جميلة الشنطي X
- فاطمة شراب
- غازي حمد
- إسماعيل برهوم X
- سهيل الهندي
- زكريا أبو معمر X
- جواد أبو شمالة X
- كمال أبو عوان
- عصام الدعاليس X

### قائمة أعضاء المكتب السياسي الحاليين في الضفة الغربية
قائمة أعضاء المكتب السياسي لحركة حماس في الضفة الغربية المنتخبين منذ مايو 2017.
- صالح العاروري X (الرئيس)
- زاهر جبارين (نائب الرئيس؛ الرئيس)[ك]
- عزام الأقرع X
- سمير فندي X
- خليل الخراز X

### قائمة أعضاء المكتب السياسي الحاليين في الشتات/فلسطينيي الخارج
هذه هي القائمة الحالية للمكتب السياسي لحركة حماس في الشتات/فلسطينيي الخارج. جميع هؤلاء الأعضاء انتُخبوا منذ مايو/أيار 2017.
- خالد مشعل (الرئيس)

### قائمة أعضاء المكتب السياسي الحاليين في حركة أسرى فلسطين المحتلة
هذه هي القائمة الحالية للمكتب السياسي لحركة حماس في سجون الاحتلال. جميع هؤلاء الأعضاء انتُخبوا منذ مايو/أيار 2017.
- سلامة القطاوي (رئيس مجلس الإدارة)

## قائمة القادة العسكريين في قطاع غزة
| #  | قائد كتائب القسام | تولى منصبه         | غادر المنصب    | ملاحظة                               |
| -- | ----------------- | ------------------ | -------------- | ------------------------------------ |
| 1. | صالح العاروري     | June–أغسطس 1991    | 1993           |                                      |
| 2. | عماد عقل          | 1993               | 24 نوفمبر 1993 | اغتيل على يد جيش الاحتلال الإسرائيلي |
| 3. | يحيى عياش         | نوفمبر–ديسمبر 1993 | 5 يناير 1996   | اغتيل بغارة جوية                     |
| 4. | عادل عوض الله     | يناير–مارس 1996    | 10 سبتمبر 1998 | اغتيل على يد يامام                   |
| 5. | صلاح شحادة        | سبتمبر–ديسمبر 1998 | 22 يوليو 2002  | اغتيل بغارة جوية                     |
| 6. | محمد ضيف          | يوليو–سبتمبر 2002  | 13 يوليو 2024  | اغتيل بغارة جوية                     |
| 7. | محمد السنوار      | 16 أكتوبر 2024     | شاغل المنصب    |                                      |

## الملاحظات
1. 1 2  يتكون من خالد مشعل، خليل الحية، زاهر جبارين، أبو عمر حسن، وعضو كبير في حماس لم يتم الكشف عن اسمه.[1][2][3][4]
2. ↑  كان يحيى السنوار، الزعيم الفعلي الخامس ورئيس المكتب السياسي لحماس، هو الزعيم الوحيد لحماس الذي انخرط بشكل مباشر مع كتائب القسام وقاتل مع المسلحين على خط المواجهة حتى قُتل على يد جيش الاحتلال الإسرائيلي في أكتوبر 2024. كان متورطًا بشكل مباشر في بعض الصراعات الإسرائيلية الفلسطينية، مثل الانتفاضة الفلسطينية الأولى والاشتباكات الإسرائيلية الفلسطينية 2021.
3. ↑  كان يحيى السنوار، الزعيم الفعلي الخامس ورئيس المكتب السياسي لحماس، هو الزعيم الوحيد لحماس الذي انخرط بشكل مباشر مع كتائب القسام وقاتل مع المسلحين على خط المواجهة حتى قُتل على يد جيش الاحتلال الإسرائيلي في أكتوبر 2024. كان متورطًا بشكل مباشر في بعض الصراعات الإسرائيلية الفلسطينية، مثل الانتفاضة الفلسطينية الأولى والاشتباكات الإسرائيلية الفلسطينية 2021.
4. ↑  يقيم الرئيسان الأول والثاني لمجلس شورى حماس في قطاع غزة، فلسطين، قبل اغتيالهما بغارة إسرائيلية. قادا الحركة هناك، مع أن مقرها الرئيسي نُقل إلى عمّان، الأردن، عام 1992. وتولى الزعيمان الأول والثاني قيادة الحركة هناك حتى عام 2004، حين نُقلت صلاحيات القيادة الكاملة من رئيس مجلس شورى حماس إلى رئيس المكتب السياسي.
5. ↑  الرئيس الأول والثاني للمكتب السياسي لحماس يقيمان في عمان، الأردن. كما افتتحا مقرهما الرئيسي هناك منذ استحداث هذا المنصب في حماس (رئيس المكتب السياسي لحماس).
6. ↑  ويقيم يحيى السنوار في قطاع غزة، وسبق له أن قاد حكومة حماس هناك منذ فبراير 2017 وحتى مقتله في أكتوبر 2024.
7. ↑  بقيادة اللجنة المؤقتة لحماس المكونة من خالد مشعل، خليل الحية، زاهر جبارين، أبو عمر حسن، وعضو كبير لم يذكر اسمه في حماس.
8. ↑  لكن في 8 نوفمبر/تشرين الثاني 2024، طلبت السلطات القطرية من حماس مغادرة البلاد بناء على طلب الولايات المتحدة، بعد رفض حماس قبل أسابيع اقتراحا آخر للإفراج عن رهائن.[10][11]
9. ↑  إلا أن فترة خالد مشعل كرئيس للمكتب السياسي لحركة حماس تم تمديدها مرتين.[12]
10. ↑  وسيظل المنصب شاغراً حتى مارس 2025. وتمت ترقية خليل الحية، الذي شغل منصب نائب رئيس المكتب السياسي لحماس في عهد يحيى السنوار، ليصبح عضواً في القيادة الخماسية التي ستقود حماس حتى الانتخابات المقبلة التي ستجرى في مارس 2025.
11. ↑  وبحسب قناة الحدث السعودية، فقد يكون هذا نزار عوض الله، أحد كبار مسؤولي حماس في غزة، الذي كاد أن يهزم يحيى السنوار في انتخابات حماس للقيادة في قطاع غزة عام 2021.[14]
12. ↑  ولم تنشر حماس اسم العضو «لأسباب أمنية».[14]
13. ↑  عُيّن الرنتيسي رئيسًا جديدًا لمجلس شورى حماس، وتولى مهامه كزعيم فعلي للحركة بعد اغتيال أحمد ياسين. إلا أنه لم يدم طويلًا في منصبه، إذ اغتيل بعد شهر.
14. ↑  ولم يتم تعيين نائب لرئيس مجلس شورى حماس و/أو نائب زعيم حماس في هذه الفترة.
15. ↑  وكان مشعل رئيساً للمكتب السياسي لحركة حماس منذ عام 1996، بعد سجن سلفه موسى أبو مرزوق، في يوليو/تموز 1995. وتم تعيين مؤسس حماس، أحمد ياسين، والذي شغل أيضاً منصب رئيس مجلس شورى حماس، قائداً لحركة حماس منذ تأسيسها، حتى وفاته. ومع ذلك، بعد اغتيال أحمد ياسين في مارس 2004، تم تعيين نائب رئيس مجلس الشورى، عبد العزيز الرنتيسي، رئيسًا لمجلس شورى حماس وأيضًا الزعيم الفعلي لحماس. وبعد شهر تم اغتيال عبد العزيز الرنتيسي. وبعد ذلك تولى مشعل قيادة حماس، وأصبح منصب رئيس المكتب السياسي لحماس يعتبر الزعيم العام والفعلي لحماس منذ أبريل/نيسان 2004. ولم يتم إلغاء منصب رئيس مجلس شورى حماس ولا يزال يقود مجلس شورى حماس، ولكن ليس حماس بأكملها، تمامًا كما صممه أسلافه (أحمد ياسين وعبد العزيز الرنتيسي).
16. ↑  وظل المنصب شاغرًا حتى تم اختيار خليل الحية نائبًا جديدًا للرئيس في 6 أغسطس 2024.
17. ↑  تم إنشاء هذا المكتب السياسي في عام 1992.
18. ↑  بعد اغتيال إسماعيل هنية في يوليو 2024.
19. 1 2  بعد اغتيال صالح العاروري في يناير 2024.
20. ↑  بعد مقتل يحيى السنوار في أكتوبر 2024.